# Koktajl (film)
Koktajl – amerykański film fabularny z 1988 roku w reżyserii Rogera Donaldsona. Zdjęcia realizowano w Nowym Jorku, Los Angeles, Toronto oraz Ocho Rios (Jamajka).

## Fabuła
Młody Brian, po powrocie z wojska, decyduje się rozpocząć studia w Nowym Jorku. Dorabia również po godzinach, jako barman. W pracy tej poznaje weterana w mieszaniu drinków, Douga. Pewnego dnia dochodzi między nimi do kłótni, wskutek której Brian wyjeżdża na Jamajkę. Poznaje tam młodą artystkę, Jordan. W tym czasie Doug niespodziewanie zjawia się na wyspie.

## Obsada
- Tom Cruise jako Brian Flanagan
- Bryan Brown jako Doug Coughlin
- Elisabeth Shue jako Jordan Mooney
- Laurence Luckinbill jako pan Mooney
- Kelly Lynch jako Kerry Coughlin
- Gina Gershon jako Coral
- Ron Dean jako wuj Pat

i inni 

## Nagrody i nominacje
Złote Globy 1989:
- nominacja: Najlepsza piosenka Kokomo

Złote Maliny 1989:
- wygrana w kategorii Najgorszy film

- wygrana w kategorii Najgorszy scenariusz (Heywood Gould)

- nominacja: Najgorszy aktor (Tom Cruise)

- nominacja: Najgorszy reżyser (Roger Donaldson)

Nagroda Grammy (1989):
- nominacja: Najlepsza piosenka napisana dla potrzeb filmu lub telewizji  (piosenka Kokomo w wykonaniu The Beach Boys)